# ولاد موسى بن حسين الواد (الخناشفة)
ولاد موسى بن حسين الواد هو دُوَّار يقع بجماعة بومعيز، إقليم سيدي سليمان، جهة الرباط سلا القنيطرة في المملكة المغربية. ينتمي الدوّار لمشيخة الخناشفة التي تضم 9 دواوير. يقدر عدد سكانه بـ 1984 نسمة حسب الإحصاء الرسمي للسكان والسكنى لسنة 2004.

## روابط خارجية
- البوابة الوطنية للجماعات الترابية
- المندوبية السامية للتخطيط